# Manduca aztecus
Manduca aztecus är en fjärilsart som beskrevs av Josef Mooser 1942. Manduca aztecus ingår i släktet Manduca och familjen svärmare. Inga underarter finns listade i Catalogue of Life.